# The Beautiful People (nummer)
"The Beautiful People" is een nummer van de Amerikaanse band Marilyn Manson. Het nummer verscheen op hun album Antichrist Superstar uit 1996. Op 22 september van dat jaar werd het nummer uitgebracht als de eerste single van het album.

## Achtergrond
De tekst van "The Beautiful People" is geschreven door zanger Marilyn Manson, terwijl de muziek is geschreven door gitarist Twiggy Ramirez. Het is geproduceerd door Manson in samenwerking met Nine Inch Nails-zanger Trent Reznor en Dave Ogilvie. De titel van het nummer is afkomstig van het boek The Beautiful People van Marilyn Bender uit 1967, waarin de schandalen uit de zogeheten "jet set lifestyle" van de jaren '60 worden beschreven. Het nummer werd in 1994 in een hotelkamer geschreven terwijl de band op tournee was, en de demoversie werd opgenomen door Manson, Ramirez en drummer Ginger Fish.
"The Beautiful People" begint met een aantal seconden van acheruit gespeeld gitaarspel en elektronische geluiden. Het bevat een sample van een zin uitgesproken door Tex Watson, lid van de sekte van Charles Manson: "Swoop down on the town... kill everyone that wasn't beautiful." De tekst past binnen het thema van Antichrist Superstar en gaat over de übermensch zoals deze door Friedrich Nietzsche werd beschreven. Ook worden de heren- en slavenmoraal aangehaald, en dan vooral de connectie met het sociaal darwinisme en de relatie met het kapitalisme en het fascisme.
"The Beautiful People" wist de Amerikaanse Billboard Hot 100 niet te behalen, maar het piekte in het thuisland van de band wel op plaats 29 in de Mainstream Rock-lijst en plaats 26 in de Modern Rock-lijst. In het Verenigd Koninkrijk kwam het tot plaats 18, terwijl in Australië en Nieuw-Zeeland respectievelijk plaats 42 en 29 werd behaald. In Nederland kwam het niet in de Top 40 terecht, maar stond het wel twee weken in de Mega Top 100 met plaats 96 als hoogste notering. In 1997 werd de videoclip genomineerd voor twee MTV Video Music Awards in de categorieën beste rockvideo en beste special effects, en de band speelde het nummer live tijdens de uitreiking van deze awards.

## Hitnoteringen

### Mega Top 100
| Hitnotering: 05-07-1997 t/m 12-07-1997 | Hitnotering: 05-07-1997 t/m 12-07-1997 | Hitnotering: 05-07-1997 t/m 12-07-1997 | Hitnotering: 05-07-1997 t/m 12-07-1997 |
| Week                                   | 1                                      | 2                                      |                                        |
| -------------------------------------- | -------------------------------------- | -------------------------------------- | -------------------------------------- |
| Positie                                | 96                                     | 98                                     | uit                                    |

### NPO Radio 2 Top 2000
| Nummer met noteringen in de NPO Radio 2 Top 2000 | '16  | '17  |
| ------------------------------------------------ | ---- | ---- |
| The Beautiful People                             | 1913 | 1699 |

1. ↑  Een vetgedrukt getal geeft de hoogste notering aan.
2. ↑  2016 was het eerste jaar met een notering voor dit nummer.
3. ↑  Deze tabel is bijgewerkt tot en met de laatste editie (2024).